# Tenryaku
Tenryaku (japanisch 天暦, auch Tenkyō oder Tenkei) ist eine japanische Ära (Nengō) von  Mai 947 bis November 957 nach dem gregorianischen Kalender. Der vorhergehende Äraname ist Tengyō, die nachfolgende Ära heißt Tentoku. Die Ära fällt in die Regierungszeit des Kaisers (Tennō) Murakami.
Der erste Tag der Tenryaku-Ära entspricht dem 15. Mai 947, der letzte Tag war der 10. November 957. Die Tenryaku-Ära dauerte elf Jahre oder 3833 Tage.

## Ereignisse
- 949 Tennō Yōzei stirbt